# Soprana
Soprana é uma comuna italiana da região do Piemonte, província de Biella, com cerca de 835 habitantes. Estende-se por uma área de 5 km², tendo uma densidade populacional de 167 hab/km². Faz fronteira com Curino, Mezzana Mortigliengo, Trivero.

## Demografia
| Variação demográfica do município entre 1861 e 2011                               |
|                                                                                   |
| Fonte: Istituto Nazionale di Statistica (ISTAT) - Elaboração gráfica da Wikipedia |